# Głowaczek syryjski
Głowaczek syryjski (Cephalaria syriaca (L.) Schrad. ex Roem. & Schult.) – gatunek rośliny z rodziny przewiertniowatych. Rodzimy obszar jego występowania to Afryka Północna (Algieria, Egipt, Maroko) i Azja Mniejsza (Arabia Saudyjska, Kuwejt, Cypr, Iran, Irak; Izrael, Jordania, Liban, Syria, Turcja), ale rozprzestrzenił się także w niektórych krajach Europy (Hiszpania i Francja).

## Znaczenie
- W Azji Mniejszej i w Syrii jest uprawiany jako roślina oleista. Zawiera około 22% tłuszczu w nasionach[5].
- W Turcji jego nasiona są dodawane do mąki, z której wypiekany jest chleb, w celu opóźnienia jego czerstwienia[6].
- Jest uciążliwym chwastem zbóż. Szeroko rozrastające się pędy zagłuszają zboże, a nasiona są podobne do ziarniaków pszenicy i trudne do oddzielenia podczas oczyszczania nasion. Według niektórych badaczy roślin biblijnych do tego gatunku odnosi się cytat z  Ewangelii Mateusza (13,24-25), jednak inni uznają, że sens opisu bardziej oddaje tutaj życica roczna (Lolium temulentum). Obydwa te gatunki (pszenica i życica) w początkowej fazie swojego rozwoju są trudne do odróżnienia i rozdzielenia, ponadto próby mechanicznego zniszczenia życicy na tym etapie rozwoju doprowadziłyby również do zniszczenia pszenicy. Głowaczek syryjski w początkowej fazie swojego rozwoju jest natomiast mechanicznie łatwy do oddzielenia od pszenicy, tworzy bowiem korzeń palowy, wyrywanie którego nie uszkadza korzeni sąsiednich roślin. Podsumowując; cytat w Ewangelii Mateusza odnosi się do obydwu tych gatunków[5].